# Sericia calamistrata
Sericia calamistrata är en fjärilsart som beskrevs av Moore 1883. Sericia calamistrata ingår i släktet Sericia och familjen nattflyn. Inga underarter finns listade i Catalogue of Life.